# ジョン・ホバート (第2代バッキンガムシャー伯爵)

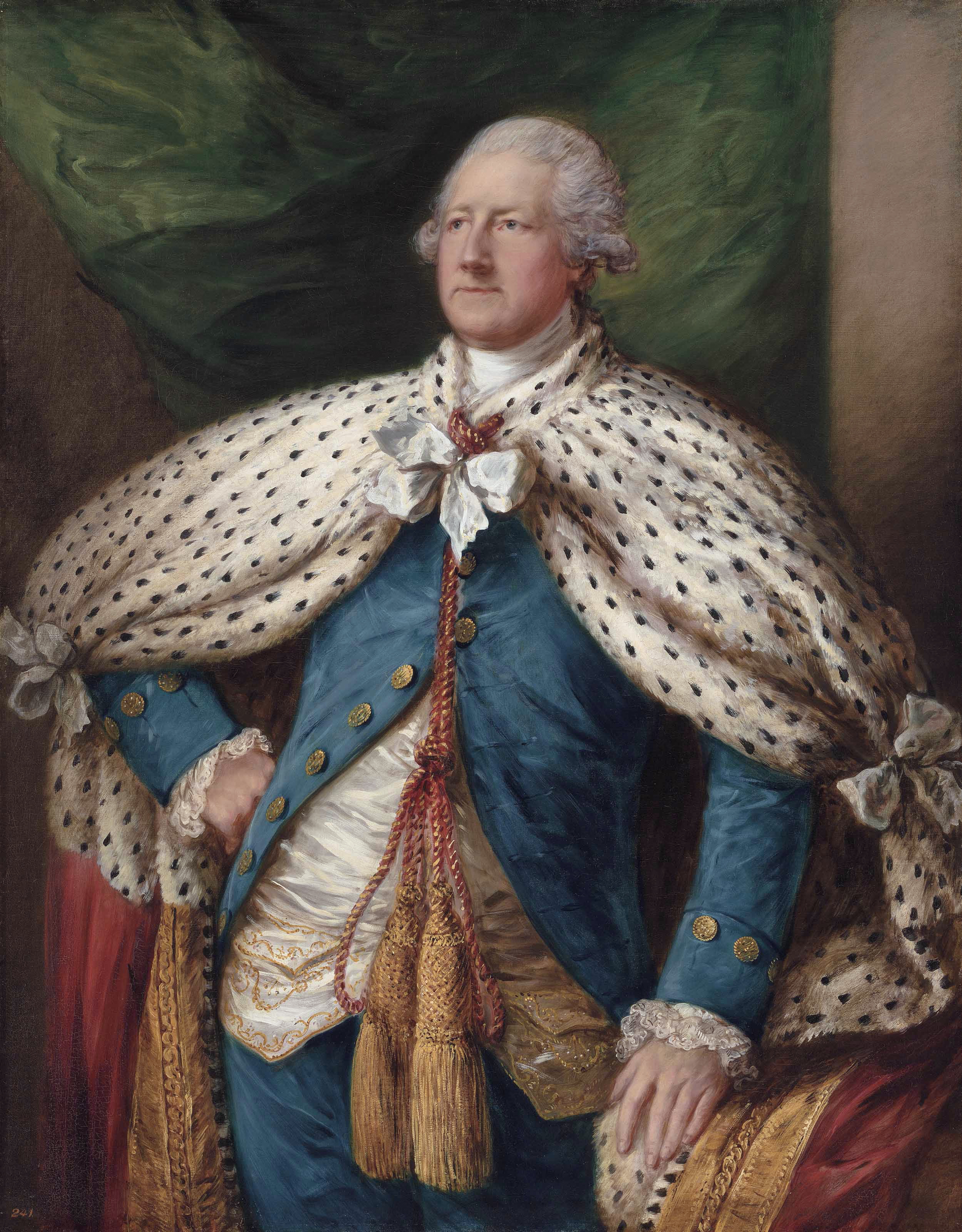
トマス・ゲインズバラによる肖像画、1786年。

第2代バッキンガムシャー伯爵ジョン・ホバート（英語: John Hobart, 2nd Earl of Buckinghamshire PC FRS FSA、1723年8月17日 – 1793年8月3日）は、グレートブリテン王国の貴族、政治家。庶民院議員、王室会計監査官、アイルランド総督を務めた。

## 生涯
初代バッキンガムシャー伯爵ジョン・ホバートと1人目の妻ジュディス（Judith、1727年2月7日没、ロバート・ブリッティフの娘）の息子として、1723年8月17日にグリニッジで生まれた。1732年から1739年までウェストミンスター・スクールに通った後、1739年10月30日にケンブリッジ大学クライスツ・カレッジに入学したが、学位を修得しないまま大学を出た。1745年10月4日、ノーフォーク州の副統監に任命された。1746年から1747年にかけてグランドツアーに出て、イタリアを旅した。
1747年イギリス総選挙でホイッグ党候補としてセント・アイヴス選挙区とノリッジ選挙区から出馬した。セント・アイヴスではバッキンガムシャー伯爵家が2議席ともに掌握しており、ホバートは無投票で当選した。ノリッジでは父の影響力により有力者との妥協が成立し、ホバートは無投票で当選した。ホバートはノリッジの代表として議員を務め、議会で政府を支持した。1754年イギリス総選挙ではノリッジにて無投票で再選した。
1756年1月1日に王室会計監査官に任命され、同年11月までに退任した。1月27日に枢密顧問官に任命された。9月22日に父が死去すると、バッキンガムシャー伯爵位を継承、12月14日に貴族院議員に就任した。11月15日に寝室侍従（Gentleman of the Bedchamber）に任命された。
1762年7月17日に在ロシアイギリス特命全権公使に任命された。公使としての任務はロシア帝国との通商条約締結であり、1762年12月にモスクワでの交渉が始まったが、ロシアは政治的な条約（すなわち、同盟条約）の締結を望み、1763年8月に提案した条約草案ではイギリスがロシアのスウェーデン、ポーランドでの権益を支持、オスマン帝国との戦争においてロシアを支援することを約束させられたため、イギリスには受け入れられなかった。二国間のすれ違いのうえ、バッキンガムシャー伯爵の交渉が精力と機転に欠き、1764年8月には北部担当国務大臣の第4代サンドウィッチ伯爵ジョン・モンタギューが交渉を進めることと帰国の2択を伯爵に突きつけた。こうして、バッキンガムシャー伯爵は後任のジョージ・マカートニーと交渉の引き継ぎをしたのち、1765年1月にロシアを発って帰国した。その後、1766年10月にチャタム伯爵内閣が成立すると、在スペインイギリス大使への就任を打診されたが、これを辞退した。
1765年印紙法に伴う騒動に加担した人物への恩赦について、第4代ベッドフォード公爵ジョン・ラッセルは1767年4月に国王ジョージ3世への請願でマサチューセッツ湾植民地の法律も検討するよう求めたが、バッキンガムシャー伯爵がこの請願に賛成したことで、同年11月に寝室侍従を解任された。
1776年12月18日にアイルランド総督に任命され、1777年1月25日に就任宣誓をした。しかしバッキンガムシャー伯爵は自身の能力への自信がなく、同時に就任したアイルランド主席政務官リチャード・ヘロンも能力不足だったため、首相ノース卿は何度もバッキンガムシャー伯爵を更迭しようとした。バッキンガムシャー伯爵が総督を務めた時期にはイギリスがアメリカ独立戦争を戦っており、1779年にアイルランド愛国党とアイルランド志願軍が自由貿易を要求したが、バッキンガムシャーにはこの危機に対処する力がなかった。以降も1780年のポイニングス法反対動議、アイルランド抗命法（Irish Mutiny Act）といった危機が続き、バッキンガムシャー伯爵は1780年11月に更迭され、第5代カーライル伯爵フレデリック・ハワードが後任となった。以降は1783年のフォックス＝ノース連立内閣を支持、1788年から1789年の摂政法危機でも首相小ピットが提出した摂政法案に反対した。
1784年4月1日、ロンドン考古協会フェローに選出された。1785年2月3日、王立協会フェローに選出された。
1793年9月3日にノーフォーク州ブリックリングで死去、同地で埋葬された。息子3人が全員夭折しており、異母弟ジョージが爵位を継承した。

## 家族
1761年7月14日、メアリー・アン・ドルーリー（Mary Anne Drury、1740年6月29日 – 1769年12月30日、初代準男爵サー・トマス・ドルーリーの娘）と結婚、4女をもうけた。
- ハリエット（Harriet、1762年4月7日 – 1805年7月14日） - 1780年3月2日、初代ベルモア伯爵アーマー・ロリー＝コリー（英語版）と結婚したが、1793年4月の議会立法により離婚した[13]。1793年4月14日、第6代ロジアン侯爵ウィリアム・カーと再婚、子供あり[14]
- キャロライン（1767年2月24日 – 1850年10月27日） - 1792年6月4日、第2代サフィールド男爵ウィリアム・ハーボード（英語版）と結婚[15]
- ソフィア（1768年4月5日 – 1806年8月17日） - 1789年2月21日、第2代マウント・エッジカム伯爵リチャード・エッジカム（英語版）と結婚、子供あり[16]

1770年9月24日、キャロライン・コノリー（Caroline Conolly、1817年1月26日没、ウィリアム・ジェームズ・コノリーの娘）と再婚、3男1女をもうけた。
- アメリア（英語版）（1772年2月20日 – 1829年2月12日） - 1794年6月9日、カースルレー子爵ロバート・ステュアート（のちの第2代ロンドンデリー侯爵）と結婚[17]
- ジョン（1773年8月30日 – 1775年12月19日埋葬） - 夭折[1]
- ヘンリー・フィリップ（1775年2月11日 – 1776年2月15日） - 夭折[1]
- ジョージ（1777年4月2日 – 1778年10月30日） - 夭折[1]